# Pascal Marion-Bourgeat
Pour les articles homonymes, voir Marion et Bourgeat.
Pascal Marion-Bourgeat est un cavalier français né le 5 mars 1961 à Bron.
Il découvre l'équitation à l'âge de 12 ans et commence sa carrière en saut d'obstacles ,, puis en concours complet. Il participe à sa première compétition nationale en 1981 puis obtient le B.E.E.S. 1er degré en 1983 et s'oriente ensuite vers la voltige équestre.
Il bat le record du monde de marathon d'endurance en 1987,,, et continue sa carrière en rallye et en endurance.
Pascal Marion-Bourgeat est récompensé par le trophée F.F.E. de l'un des meilleurs cavaliers Rhône-Alpes en 1987.
Il devient en 1988 le plus jeune sportif ainsi que le premier cavalier à recevoir la médaille d'or du groupe Paris-Lyon.
Il décide d'arrêter la compétition en 1994 et est décoré de la médaille d'argent de la jeunesse et des sports en 1998.

## Palmarès

### Voltige
- 8e Championnat de France en 1985.
- médaille de bronze Championnat de France (pas de deux) avec Flora Giorgio en 1985.
- champion de France (pas de deux) avec Flora Giorgio en 1987.

### Rallye
- 6e Rallye international d'Argentine en 1988[9],[10],[11],[12],[13].

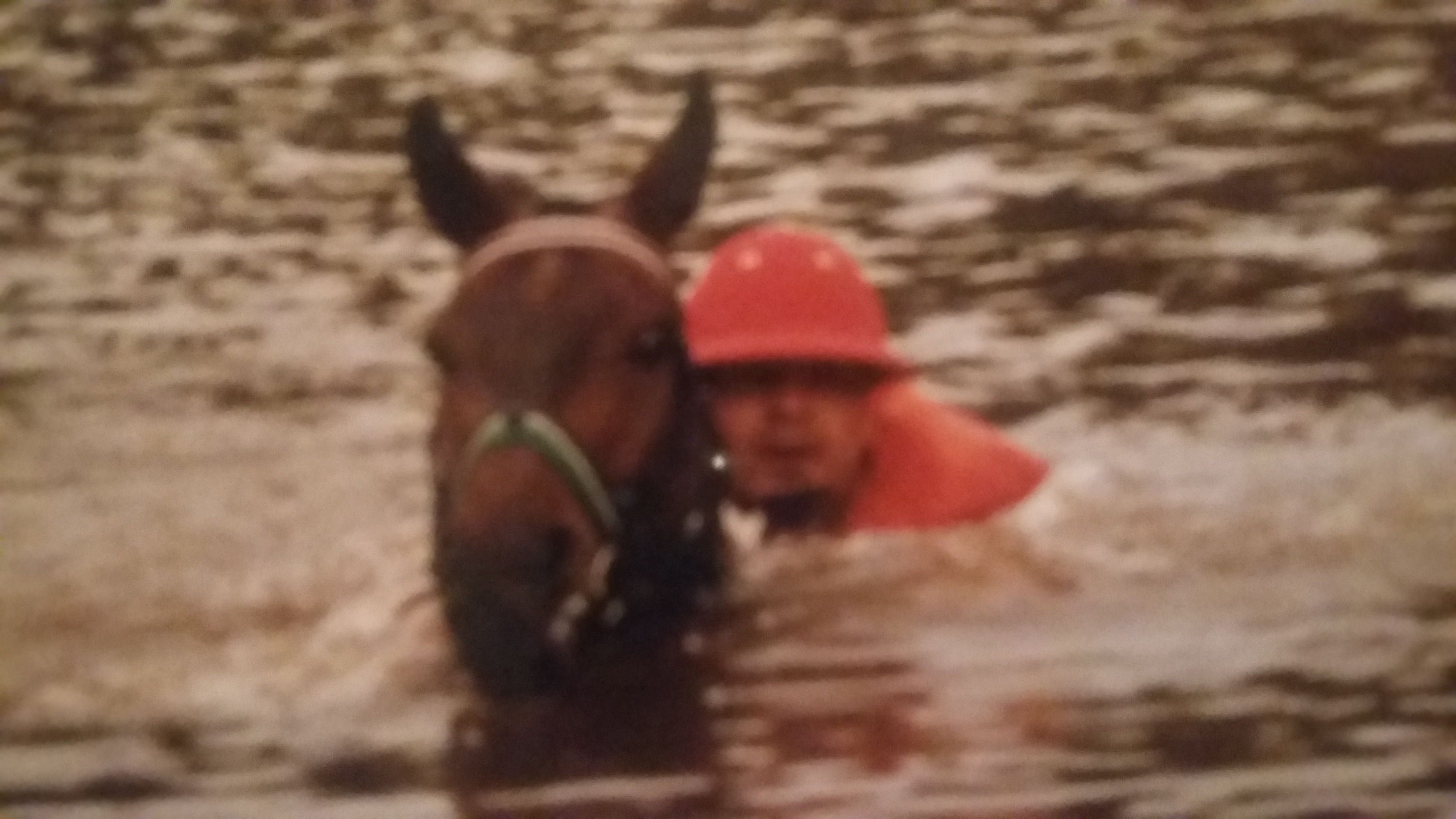
Coupe des Nations 1992

- 5e Rallye international de Chine en 1988[14],[15],[16],[17],[18],[19].
- 2e Rallye international de Pologne en 1991[20].
- médaille d'or par équipe Coupe des nations Argentine en 1992[21].
- 6e Coupe des nations Argentine en 1992.
- médaille d'argent par équipe Coupe des nations Argentine en 1993.
- 4e Coupe des nations Argentine en 1993[22].

### Endurance
- Tevis Cup États-Unis 1991[23],1992[24],1993[25].

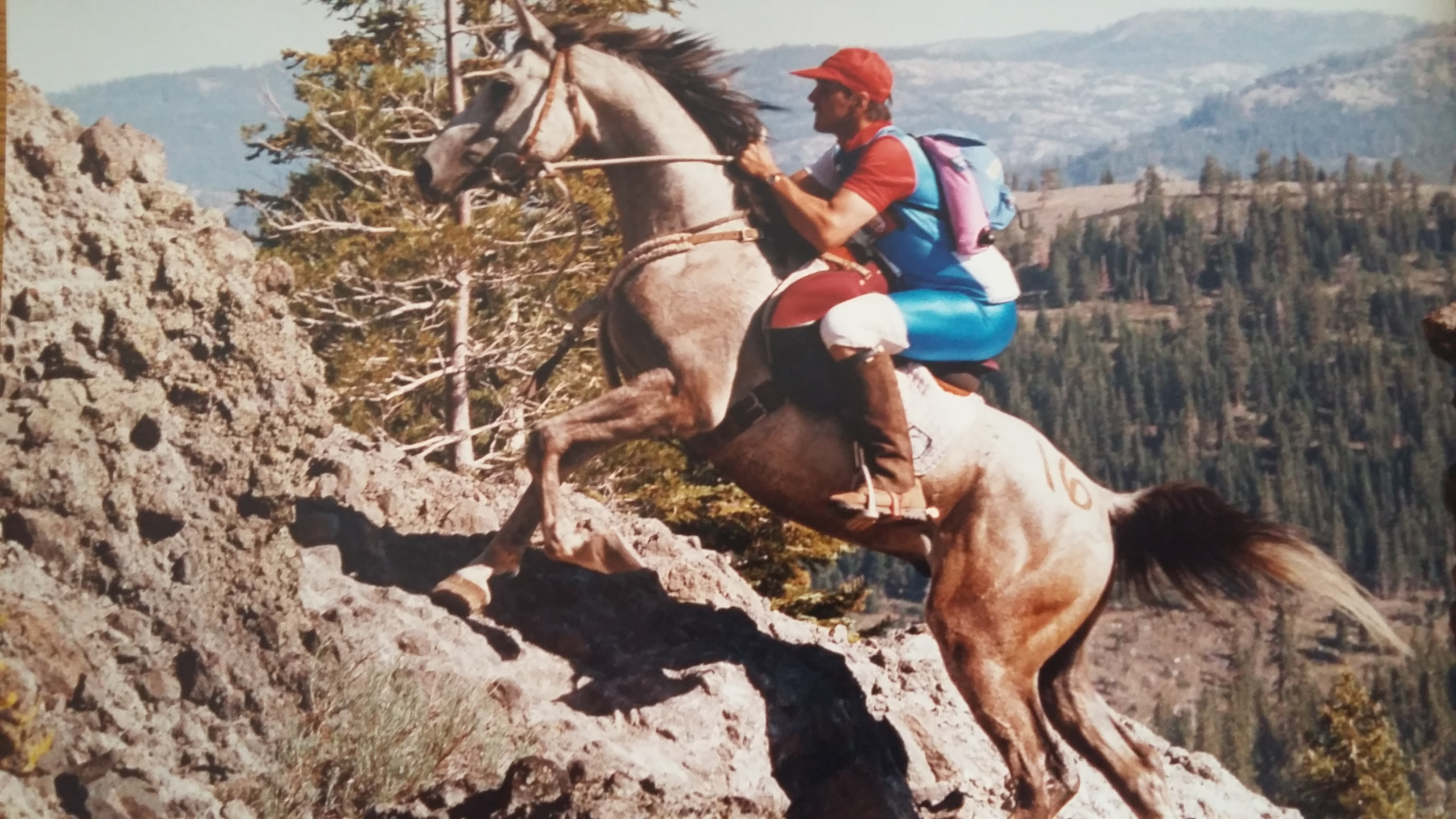
Tevis cup 1991

La Tevis Cup n'a jamais porté chance à Pascal Marion-Bourgeat, à trois reprises sélectionné sur cette épreuve, il doit à chaque fois « jeter l'éponge ».
Son plus grand regret, 1991, obligé d'abandonner à la suite d'un contrôle vétérinaire, alors que cette année là, il pouvait prétendre un podium avec un cheval arabe. 
Lors de cette première participation il intègre une équipe américaine qui terminera l'épreuve derrière la canadienne Erin Mc Chesney, vainqueur de la compétition avec son cheval Cougar's Fete. ,

### Saut d'obstacles

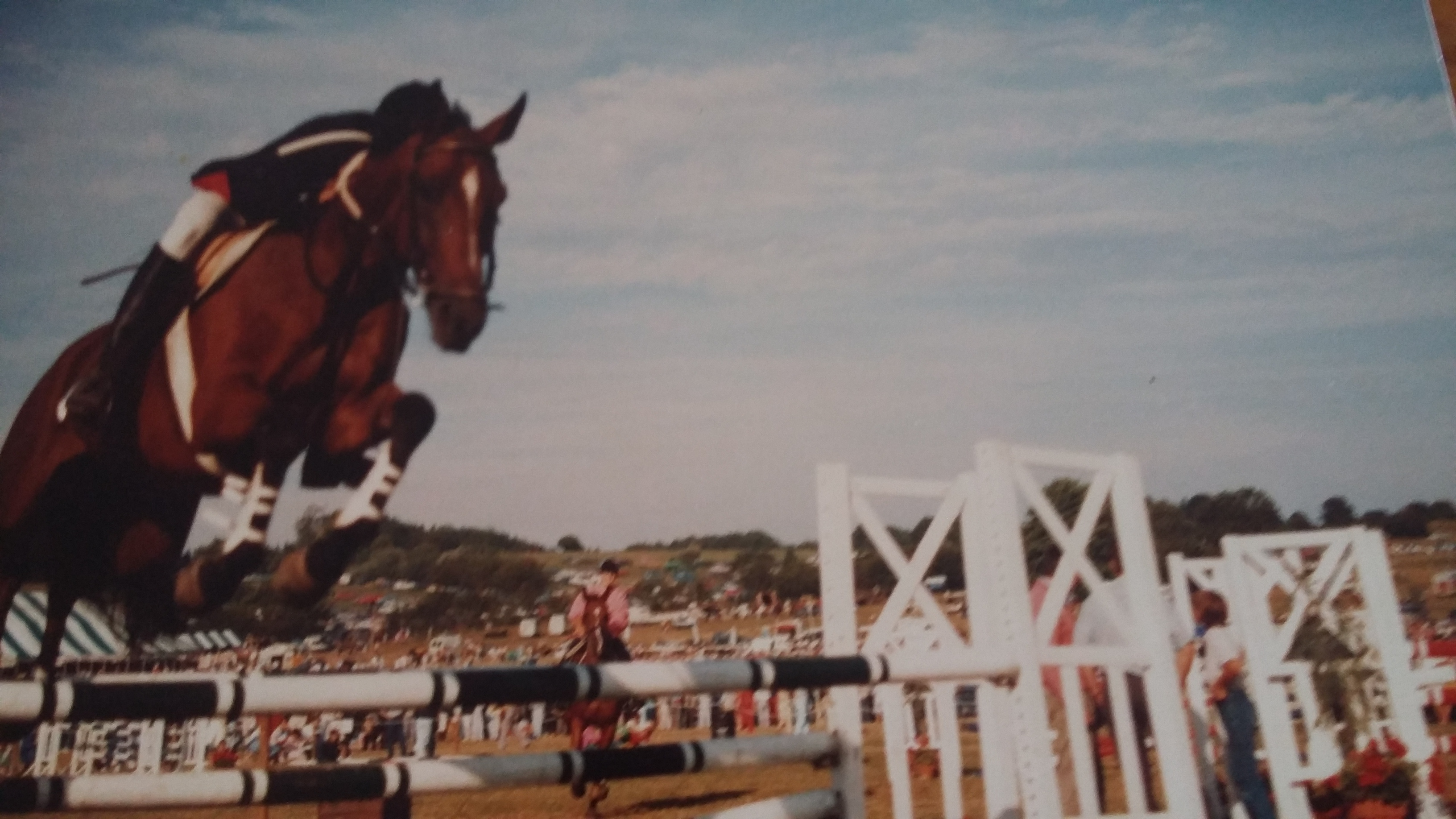
Pascal Marion-Bourgeat et Au jour le jour

Participation aux Jeux mondiaux de la médecine, France en 1988.

### Record
- Après une préparation spécifique de six mois Pascal Marion-Bourgeat bat le Record du monde de marathon d'endurance équestre en 114 heures aux trois allures et saut d'obstacles avec huit chevaux en 1987[28],[29],[30],[31],[32],[33],[34],[35],[36]. Il améliore ainsi de 1 heure 30 le précédent record détenu jusqu'alors par l'Australien Ken Northdurft.

## Titres et décorations
- Médaille de la ville de Lyon en 1985.
- Médaille de la ville de Saint-Priest en 1987.
- Médaille de la ville de Saint-Pierre de Chandieu en 1987.
- Médaille O.M.S. en 1987[37].
- Trophée F.F.E. de l'un des meilleurs cavaliers Rhône-Alpes en 1987.
- Médaille d'or du groupe Paris-Lyon en 1988[38],[39],[40].
- Médaille de la jeunesse, des sports et de l'engagement associatif, argent en 1998.
- Médaille d'honneur ANPDSB des services bénévoles, échelon or en 2017.
- Médaille de l'étoile du mérite sportif CSSD, échelon or avec palme en 2017.
- Médaille de la jeunesse, des sports et de l'engagement associatif, or en 2023.

## Vie politique
- Il est conseiller municipal UMP de 2001 à 2014 à Saint-Priest (métropole de Lyon) et sera suppléant de Catherine Laval aux élections cantonales de 2011[41].

## Vie associative
- Pascal Marion-Bourgeat est organisateur de deux rallyes équestre internationaux dans la région lyonnaise en 1992 et 1993[42],[43],[44],[45],[46],[47],[48],[49].
- Après une série de tests à l'unité de thermo-physiologie du centre de recherche du service de santé des armées (CRSSA) à La Tronche en novembre et décembre 1995, Pascal Marion-Bourgeat conduit en janvier 1996 une expédition de 8 personnes en Guyane française pour des expérimentations physiologiques en survie[50],[51],[52],[53].
- Il fonde en 1996 l'association MA.SA.RE. dont il devient le président la même année. Cette structure a pour but l'organisation de manifestations sportives mais également la réalisation de missions humanitaires, ce qui l'amènera par la suite à piloter et participer entre 2005 et 2009 à un programme de coopération entre la Région Rhône-Alpes et le Sénégal[54],[55]. L'association sera agréée par le ministère de la santé du Sénégal le 13 mars 2009 et Pascal Marion-Bourgeat sera nommé chargé de mission de Cheikh Mamadou Abiboulaye Dieye (Maire de St. Louis-du-Sénégal) le 27 janvier 2010.
- De 2005 à 2009, Pascal Marion-Bourgeat sera membre de l'Axe de Coopération Economique entre Rhône-Alpes et l'Afrique de l'Ouest et de SOS International et Santé Service.
- En 2015, il intègre l'ACP en tant que membre honoraire et obtient son agrément de guide en 2017 et sera par la suite responsable de la formation des aspirants au Burkina Faso.
- Dans sa ville natale, Saint-Priest, Pascal Marion-Bourgeat remonte à cheval pendant 12 heures lors du Téléthon 2015[56].
- En 2017, il rencontre Monsieur Ernest Batio Bassière Ministre de l'environnement et du développement durable du Burkina Faso pour convenir d'un partenariat entre l'association MA.SA.RE et les autorités Burkinabé afin de lutter contre le braconnage. En 2018 aura lieu la première formation des écogardes de la région de Nazinga; le parrain de cette mission sera Yann Arthus Bertrand [57].

## Publications
- 1992: Au bout de mon rêve.[58]
- 2013: Faune africaine, mode d'emploi. [59](librairie-de-Montbel, Paris)
- 2015: Au bout de mon rêve. [60],[61] (réédition)
- 2017: Faune africaine, magie cynégétique. [62](Librairie-de-Montbel, Paris)
- 2023: Le petit livre de la prévention animale sur les routes